# Bart Stupak
Bartholomew Thomas "Bart" Stupak, född 29 februari 1952 i Milwaukee, Wisconsin, är en amerikansk demokratisk politiker. Han var ledamot av USA:s representanthus 1993–2011.
Stupak gick i Gladstone High School. Han studerade sedan vid Northwestern Michigan Community College och Saginaw Valley State College. Han avlade 1981 juristexamen vid Thomas M. Cooley Law School i Lansing.
Stupak besegrade republikanen Philip Ruppe i kongressvalet 1992. Han omvaldes åtta gånger.
Hustrun Laurie Stupak var borgmästare i Menominee 1996–2003. Sonen Ken har avlagt juristexamen vid Pepperdine University och är bosatt i Kalifornien. Sonen Bart Stupak, Jr. begick självmord år 2000.